# Manuela de Freitas
Maria Manuela Gouvêa de Freitas, mais conhecida por Manuela de Freitas (Lisboa, 4 de setembro de 1940), é uma actriz portuguesa. Recebeu o Prémio Bordalo em 1969 e em 1971 na categoria de "Teatro" e o Prémio Garrett (1989) da Secretaria de Estado da Cultura, para "Melhor Interpretação Feminina".

## Biografia
Maria Manuela Gouvêa de Freitas, mais conhecida por Manuela de Freitas, nasceu em 4 de setembro de 1940, em Lisboa.
No teatro, Manuela de Freitas iniciou-se no Teatro da Casa da Comédia, sob a direcção de Fernando Amado. Trabalhou com Mário Viegas e protagonizou Medeia (2006), de Eurípedes, encenado por Fernanda Lapa no Teatro Nacional D. Maria II.
Foi uma das fundadoras d' "A Comuna - Teatro de pesquisa", no ano de 1972, juntamente com José Mário Branco, João Mota, Carlos Paulo, Melim Teixeira e Francisco Pestana.
Manuela de Freitas recebeu por duas vezes o Prémio Bordalo, ambos como actriz na categoria de "Teatro". O primeiro, o Prémio da Imprensa (1969), como "Prémio Revelação" entregue pela Casa da Imprensa, em 1970, que também distinguiu também nessa ocasião, na mesma categoria os actores Carmen Dolores e João Perry,  os encenadores Jorge Listopad (A Dança da Morte) e Norberto Barroca (Fando e Lis) e o autor Alves Redol a título póstumo. Dois "Prémios Especiais de Mérito" foram ainda atribuídos aos Grupos Cénicos das Faculdades de Direito e de Letras da Universidade de Lisboa. O segundo, o Prémio da Imprensa (1971), atribuído pelo seu desempenho em O Fim foi partilhado com a actriz Glória de Matos (Quem tem Medo de Virgínia Woolf) e entregue numa cerimónia de 1970 em que foram também homenageados os actores Rui de Carvalho, António Montez e Maria Vitória (Revelação), os encenadores Jorge Listopad (O Fim) e Carlos Avilez (Ivone, Princesa da Borgonha) e o cenógrafo Rui Mesquita (O Fim).
No cinema, a actriz estreia-se nas filmagens de O Passado e o Presente, de Manoel de Oliveira.
Manuela de Freitas recebeu Prémio Garrett (1989), da Secretaria de Estado da Cultura, para Melhor Interpretação Feminina pela sua prestação na peça Final (1988).
A 6 de junho de 2008 foi agraciada com o grau de Oficial da Ordem do Infante D. Henrique.

## Teatro
| Ano  | Título                                     | Ref.  |
| ---- | ------------------------------------------ | ----- |
| 1961 | O Marinheiro                               | [ 4 ] |
| 1962 | O Morgado de Fafe                          | [ 4 ] |
| 1963 | Verbo escuro + Regresso ao Paraíso         | [ 4 ] |
| 1963 | Deseja-se mulher                           | [ 4 ] |
| 1964 | Invenção da descoberta                     | [ 4 ] |
| 1964 | A reconstituição + As avestruzes           | [ 4 ] |
| 1964 | Recital Vicentino                          | [ 4 ] |
| 1966 | A mulher do roupão                         | [ 4 ] |
| 1967 | O fusível                                  | [ 4 ] |
| 1969 | A caixa de Pandora                         | [ 4 ] |
| 1969 | Fando e Lis                                | [ 4 ] |
| 1969 | Forja                                      | [ 4 ] |
| 1970 | A Celestina                                | [ 4 ] |
| 1970 | A noite dos assassinos                     | [ 4 ] |
| 1971 | O fim                                      | [ 4 ] |
| 1971 | O circo imaginário do Super-Basílio        | [ 4 ] |
| 1972 | Para onde is?                              | [ 4 ] |
| 1972 | Feliciano e as batatas                     | [ 4 ] |
| 1973 | Brincadeiras                               | [ 4 ] |
| 1973 | Vamos para Maljukipi                       | [ 4 ] |
| 1974 | A ceia I                                   | [ 4 ] |
| 1974 | A ceia II                                  | [ 4 ] |
| 1974 | A cegada                                   | [ 4 ] |
| 1975 | Era uma vez...                             | [ 4 ] |
| 1976 | Fogo                                       | [ 4 ] |
| 1976 | O muro                                     | [ 4 ] |
| 1977 | Em Maio...                                 | [ 4 ] |
| 1977 | A mãe                                      | [ 4 ] |
| 1978 | Homem morto, homem posto                   | [ 4 ] |
| 1981 | Cogumelos                                  | [ 4 ] |
| 1982 | A gaivota                                  | [ 4 ] |
| 1983 | O anúncio feito a Maria                    | [ 4 ] |
| 1984 | A troca                                    | [ 4 ] |
| 1985 | Ricardo III                                | [ 4 ] |
| 1985 | Pílades                                    | [ 4 ] |
| 1985 | O rei da vela                              | [ 4 ] |
| 1986 | Pai                                        | [ 4 ] |
| 1986 | A sonata dos espectros                     | [ 4 ] |
| 1987 | Um homem para qualquer pátria              | [ 4 ] |
| 1988 | Deus os fez...Deus os juntou               | [ 4 ] |
| 1988 | Material Medeia e Quarteto                 | [ 4 ] |
| 1988 | Final                                      | [ 4 ] |
| 1989 | A pécora (Auto da paixão de Santa Melânia) | [ 4 ] |
| 1990 | Um eléctrico chamado desejo                | [ 4 ] |
| 1993 | Primavera negra                            | [ 4 ] |
| 1993 | Sete portas                                | [ 4 ] |
| 1994 | A grande magia                             | [ 4 ] |
| 1994 | O ensaio de um sonho                       | [ 4 ] |
| 1995 | Bérénice                                   | [ 4 ] |
| 1996 | A margem da alegria                        | [ 4 ] |
| 1998 | Um sonho                                   | [ 4 ] |
| 1998 | Quando passarem cinco anos                 | [ 4 ] |
| 2001 | A tempestade                               | [ 4 ] |
| 2003 | Jornada para a noite                       | [ 4 ] |
| 2006 | Medeia                                     | [ 4 ] |

## Filmografia
| Ano  | Título                        | Ref.        |
| ---- | ----------------------------- | ----------- |
| 1972 | Fragmentos de um Filme Esmola | [ 6 ]       |
| 1972 | O Passado e o Presente        | [ 2 ] [ 6 ] |
| 1978 | Veredas                       | [ 6 ]       |
| 1979 | Amor de Perdição              | [ 6 ]       |
| 1981 | Francisca                     | [ 6 ]       |
| 1985 | O Sapato de Cetim             | [ 6 ]       |
| 1984 | Ninguém Duas Vezes            | [ 6 ]       |
| 1986 | À Flor do Mar                 | [ 6 ]       |
| 1988 | Agosto                        | [ 6 ]       |
| 1989 | Recordações da Casa Amarela   | [ 6 ]       |
| 1993 | Coitado do Jorge              | [ 6 ]       |
| 1995 | A Comédia de Deus             | [ 6 ]       |
| 1997 | Le Bassin de J. W.            | [ 6 ]       |
| 1999 | As Bodas de Deus              | [ 6 ]       |
| 2001 | Frágil como o Mundo           | [ 6 ]       |
| 2003 | Vai e Vem                     | [ 6 ]       |